# Lefzenekzem
Das Lefzenekzem (Syn.: Lefzendermatitis, Lefzenfäule, Lippenfaltenpyodermie) ist eine Erkrankung bei Hunden, die durch eine nässend-eitrige Entzündung der Unterlippe gekennzeichnet ist. Sie ist eine Sonderform der Oberflächenpyodermie bzw. Hautfaltendermatitis (Intertrigo). Sie kommt besonders häufig bei Spanieln, Bernhardinern und Neufundländern vor.

## Entstehung und Klinisches Bild
Die Erkrankung zeigt sich nahezu ausschließlich an den von der Oberlippe überlagerten Hautfalten der Unterlippe. Durch die mechanische Reizung der aneinanderliegenden Hautfalten kommt es zu einer mechanischen Schädigung der Oberhaut. Die Besiedlung mit Streptokokken und Staphylokokken führt zu einer eitrigen Hautentzündung. Zahnstein und Zahnfleischentzündung begünstigen das Entstehen der Erkrankung. Nach einer Studie an 110 Hunden konnte dagegen keinen Zusammenhang zwischen Zahnstein und einem Lefzenekzem finden, 2/3 der Hunde hatten aber eine allergische Grunderkrankung.

## Diagnostik und Behandlung
Die Diagnose wird anhand des klinischen Bildes gestellt. In einem Abklatschpräparat zeigen sich häufig neutrophile Granulozyten sowie vorwiegend extra- und zum Teil auch intrazelluläre Kokken. Abzugrenzen sind die vor allem beim Deutschen Schäferhund vorkommende Mukokutane Pyodermie sowie Lupus erythematodes, Bullöses Pemphigoid und Hepatokutanes Syndrom.
Die Behandlung ist schwierig und der Erfolg meist nicht von Dauer, wenn die auslösende Ursache nicht beseitigt wird. Dies lässt sich nur durch eine operative Korrektur der Lefzenfalte erreichen. Die konservative Behandlung besteht in einer regelmäßigen Reinigung und Pflege der Lefzenfalte mit milden antimikrobiell wirksamen Lösungen. Bei Übergreifen auf die tieferen Hautschichten kann auch eine systemische Antibiotika-Gabe angezeigt sein.